# Enrique Urquijo
Enrique Urquijo Prieto (Madrid, 15 de febrero de 1960 - Madrid, 17 de noviembre de 1999)fue un compositor, cantante, bajista y guitarrista español. Formó parte de los grupos de pop rock Tos, Los Secretos y Los Problemas. Es uno de los cantantes más emblemáticos del movimiento juvenil surgido durante la transición. El Concierto homenaje a Canito, batería de Tos fallecido, se convirtió en el pistoletazo de salida de la llamada movida madrileña.

## Biografía
Nació en Madrid, vinculado al barrio de Argüelles, donde vivió su infancia y juventud y permaneció la mayor parte de su vida. Fue el segundo de cuatro hermanos: Javier, el primogénito vinculado también en sus orígenes al grupo Tos y aún vinculado al mundo de la música; Álvaro, el tercero, (actual líder de Los Secretos tras la muerte de Enrique) y Lydia, nacida en 1972.
Junto a sus hermanos Javier y Álvaro y su amigo José Enrique Cano Canito, compañero también del colegio FEM, formaron el grupo Tos. Tras la muerte de este último, consecuencia de un accidente de automóvil en la madrugada del 1 de enero de 1980, renombraron la agrupación musical como Los Secretos. El concierto homenaje al batería desaparecido, conocido como Concierto homenaje a Canito, se celebró el 9 de febrero de 1980 en la Escuela de Ingenieros de Caminos de la Universidad Politécnica de Madrid y se ha considerado como el pistoletazo de salida de la denominada Movida madrileña. Con su álbum homónimo, Los secretos, iniciaron su carrera que incluye temas emblemáticos de la música española de los 80 como: "Déjame", "Ojos de perdida", y la versión "Sobre un vidrio mojado".
Durante su trayectoria musical, Enrique Urquijo dejó un legado de quince discos con Los Secretos y dos con Los Problemas. En su música se denotan diversas influencias, desde Neil Young a Jackson Browne, José Alfredo Jiménez o Warren Zevon. Con Los Secretos, Enrique contribuyó a introducir el country rock en España.
Con su grupo paralelo, Los Problemas, Enrique daba rienda suelta a sus gustos más personales tocando rancheras, versiones, temas propios y temas de Los Secretos adaptados a esa formación. Actuaba en pequeños locales y se hacía acompañar de músicos amigos, entre ellos Begoña Larrañaga que fue inseparable compañera durante años.
Fruto de su relación con Almudena Navarro Barrio, tuvo en 1994 una hija, María, a la que dedicó las canciones Pero a tu lado y Agárrate a mí, María. 
Enrique es uno de los músicos más destacados de la movida madrileña, su carrera musical fue muy dilatada, fue mucho más allá de la citada "Movida", trabajó en varios estilos y es considerado uno de los mejores compositores de su generación. Su sensibilidad, forma especial de componer e interpretar y sus letras sencillas, han hecho que sea compositor de numerosos temas que forman ya parte de la historia de la música española.
El último tema que compuso fue Hoy la vi, cuya maqueta fue editada y arreglada por su hermano Álvaro e incluida en el álbum homenaje A tu lado (2000). La canción fue compuesta por Enrique tras reencontrarse, un mes antes de su fallecimiento, con su primer amor Eloísa, tal y como recoge Miguel Ángel Bargueño en su libro Enrique Urquijo: Adiós tristeza. Hoy la vi fue interpretada en directo por Los Secretos por primera vez en el Palacio de los Deportes de Madrid en diciembre de 2009.
Su última actuación en directo fue en Zaragoza, colaborando a la guitarra y la voz en el tema "Te debo una canción" del grupo aragonés Ixo Rai, a quienes acompañaba como invitado. La última aparición pública de Enrique fue en la ceremonia de entrega de los Premios Amigo, el jueves 4 de noviembre de 1999, menos de dos semanas antes de su muerte.

## Muerte
En el año 1999, Enrique llevaba varios meses desintoxicado. Sus familiares y amigos manifiestan que el nacimiento de su hija María supuso un renacimiento para el artista y que, conforme iba creciendo la pequeña, Enrique comenzó a ser cada vez más y más consciente de la necesidad de recuperarse, de dejar atrás viejos hábitos y de dedicarse en cuerpo y alma a su hija. Su círculo cercano así lo atestiguó; incluso recuperó la relación con su hermano mayor, Javier, con el que llevaba años distante como consecuencia del abrupto final de éste con Los Secretos. Sin embargo, los médicos habían advertido a la familia Urquijo que, como consecuencia de su prolongada abstinencia, era probable una fuerte recaída. En noviembre de 1999, el propio Enrique comenzó a dar síntomas de que su abstinencia estaba llegando a su fin, y él mismo se puso en contacto con su hermano Álvaro para ingresar en un centro de desintoxicación y pasar unos días controlado y alejado del alcohol y las drogas. En cierto momento de su estancia, Enrique pidió el alta voluntaria. Como su entrada en el establecimiento fue igualmente voluntaria y se encontraba en buen estado, se le devolvió el dinero que consignó en el momento de su ingreso, así como su documentación, y se vio solo, en esas circunstancias, en la noche de Madrid. Al salir, se dirigió al barrio de Malasaña, donde entró en un piso en compañía de otras dos personas y consumió una pequeña cantidad de coca base. Aparentemente y en cierto punto, Enrique perdió el conocimiento y las dos personas que le acompañaban decidieron trasladar y dejar su cuerpo en un portal del mismo barrio..
El cuerpo sin vida de Enrique Urquijo fue hallado sobre las 9 de la noche del miércoles 17 de noviembre de 1999, en el portal número 23 de la calle del Espíritu Santo, en el barrio madrileño de Malasaña. Tras su muerte se extendió la creencia popular de que Enrique falleció debido a una sobredosis; sin embargo, su hermano Álvaro en su libro Siempre hay un precio desmiente este fatal desenlace, sosteniendo que la causa real fue una mezcla de la medicación legal que Enrique tenía recetada y que estaba tomando sumada a, como se ha dicho, una pequeña dosis de coca base. Álvaro, además, subraya en todo momento que la muerte de Enrique fue completamente accidental, pues no hubo ninguna intención del artista por quitarse la vida, sino, simplemente, de repetir lo que tantas otras veces Enrique había hecho.
Está enterrado en el Cementerio de la Almudena de Madrid. 
El mismo músico con el que no era difícil cruzarse por los bares del mítico barrio madrileño de la «movida», del que era uno de los referentes, «soportado por un cuerpo que parecía tan débil y a punto de venirse abajo como un castillo en la arena, con las manos en los bolsillos, aspirando a grandes bocanadas el humo». 
Y así era, porque el líder de Los Secretos pasó la mitad de su vida sumido en un círculo vicioso que le llevaba de la depresión a las drogas y viceversa: «Cuando sentía el hormigueo de la desesperación, recurría al alcohol, la heroína, la cocaína o los tranquilizantes para conseguir una especie de muerte efímera», recogía Miguel Ángel Bargueño en su ya mencionada obra Adiós tristeza, la biografía de este poeta maldito del pop, que publicó en 2005.

## El "músico de las emociones": personalidad, estilo, influencia y legado
Las personas que conocieron a Enrique -familia, amigos, productores, médicos, parejas- coinciden en que Enrique no era una persona triste, tal y como se podría deducir de sus letras y canciones que por lo general revestían un aroma melancólico, triste, de una búsqueda constante de cosas inalcanzables, como su deseo por volver a ser un niño. Al contrario, señalan que en el trato personal era una persona risueña con un gran y muy refinado sentido del humor; sin embargo, su aura maldita, que le ha valido el apodo del "músico de las emociones", derivaba de sus problemas; muchos coinciden en que no era un adicto a sustancias, sino una persona con una extremada sensibilidad cuyos problemas derivaban en el consumo, y no al revés, por lo que sus deshabituaciones eran muy rápidas. En palabras de Ana González, responsable de promoción de Los Secretos en la discográfica DRO, a Enrique "le dolía la vida", y cuando algún problema surgía a su alrededor, caía en una espiral de depresión, consumo y composición. Por otro lado, desde pequeño mostró su introversión y timidez que le caracterizaron durante toda su vida, especialmente cuando tenía que mostrarse en público. En palabras de su hermano Álvaro, "Enrique se vio obligado a ser el frontman [de Los Secretos], pero nunca quiso serlo". Detestaba las promociones y entrevistas, esto es, toda la parte de marketing y promoción de la industria musical; lo que a él le gustaba era componer, tocar, subirse al escenario y conectar con su audiencia. Se ha afirmado, incluso, que prefería tocar en pequeños locales antes que en estadios y teatros. También sentía profundo rechazo hacia el playback, técnica exportada de EE. UU. que se puso de moda en España en la década de los '80 para las promociones musicales, y, de hecho, fueron varias las ocasiones en las que Enrique erraba la vocalización intencionalmente.
Durante sus años en Los Secretos y en Los Problemas, Enrique desarrolló una muy buena amistad con dos grandes nombres del panorama musical español de los años '80 y '90: Antonio Vega, inolvidable músico de la movida madrileña, y Joaquín Sabina. Con el primero versionó el tema de Nacha Pop "Desordenada habitación". Vega comentó que tenía "un recuerdo de aquella sesión [de grabación] muy bueno, había una magia especial con el tema, quedó muy bonito. Con Enrique todo tenía una magia especial, siempre”. Por su parte, es conocida -y controvertida por la cantidad de versiones que hay acerca de lo que pasó- la historia de la canción Ojos de gata, cuyos primeros versos son de Joaquín Sabina. Existen varias teorías acerca de cómo llegaron a bifurcarse unos mismos versos para dar lugar a dos canciones completamente diferentes: Y nos dieron las diez de Sabina, por un lado, y Ojos de gata de Los Secretos, por otro. La historia mayoritariamente compartida por los músicos dice que Enrique llevaba un tiempo sin componer y le preguntó a Joaquín, con el que había desarrollado una buena amistad en los últimos años, si tenía alguna letra escrita; éste le pasó esos primeros versos y a partir de ellos cada uno acabó su historia, con desenlaces diametralmente opuestos que reflejan bien la personalidad de cada uno: Sabina, victorioso, y Enrique, derrotado. Precisamente, el último verso de Ojos de gata es el reflejo perfecto de cómo se sentía Enrique en el mundo, ante la fama y su audiencia: pero cómo explicar que me vuelvo vulgar al bajarme de cada escenario.
Las legendarias composiciones de Enrique se cuentan por decenas: El ya mencionado Ojos de gata, La calle del olvido, Agárrate a mi María, Déjame, Quiero beber hasta perder el control, Colgado, Buena chica, Buscando, Aunque tú no lo sepas -compuesta por Quique González para el grupo en solitario de Enrique, Enrique Urquijo y Los Problemas-, Otra tarde -compuesta con Canito-, Hoy no o Volver a ser un niño. Como amigos suyos de la infancia han destacado, la música de Enrique era completamente transparente; para saber cómo se encontraba en cada momento no había más que escuchar sus canciones.
Otra de las facetas artísticas de Enrique fue su capacidad de interpretación, de hacer suyas las composiciones de otros. Muchos han señalado que tenía un "detector de canciones", que era capaz de seleccionar aquellas que más se adaptaban a su estilo y hacer versiones completamente personales. Versionó, entre otros temas, Ya me olvidé de ti -de Marcelo Salazar-, Nada más -de José María Granados-, Frío -de Alarma!!!-, Por el túnel -de Joaquín Sabina-, Para vivir -de Pablo Milanés- o la ya mencionada Aunque tú no lo sepas. Esta última, como se ha dicho, fue compuesta por Quique González; sin embargo, también aquí Enrique aportó su toque personal, sustituyendo algunas palabras por otras, como mi cama se queda fría por mi cama se queja fría, o hasta modificando versos enteros, como, por ejemplo, donde Quique decía encendía con besos toda tu escalera, Enrique escribió encendía con besos el mar de tus labios, o también cambiando me drogué sin receta por me drogué con promesas.

## Discografía

### Con Tos
- Tos (1978)

### Con Los Secretos

#### Álbumes de estudio
- Los Secretos (EP) (1980)
- Los Secretos (1981)
- Todo sigue igual (1982)
- Algo más (1983)
- El primer cruce (1986)
- Continuará (1987)
- La calle del olvido (1989)
- Adiós tristeza (1991)
- Cambio de planes (1993)
- Dos caras distintas (1995)
- A tu lado - Un homenaje a Enrique Urquijo (2000) (contiene el tema "Hoy la vi", cantado por Enrique)

#### Álbumes en vivo
- Directo (1988)

#### Recopilatorios
- Lo mejor (1985) (recopilatorio)
- La historia de Los Secretos (1996) (recopilatorio)
- Grandes éxitos (1996) (recopilatorio)
- Grandes éxitos II (1999) (recopilatorio)
- 30 años (2007)

### Con Los Problemas
- Enrique Urquijo y Los Problemas (1993)
- Desde que no nos vemos (1998)
- Lo mejor de Enrique Urquijo y Los Problemas (2001)